# Шутовце
Шутовце (словац. Šútovce) — село, громада округу Пр'євідза, Тренчинський край. Кадастрова площа громади — 7.08 км². Протікає річка Требянка.
Населення 445 осіб (станом на 31 грудня 2020 року).

## Історія
Шутовце згадується 1315 року.

## Населення
| Рік:            | 1994. | 2004.   | 2014.   | 2024.   |
| --------------- | ----- | ------- | ------- | ------- |
| Кількість осіб: | 378   | 408     | 432     | 459     |
| Різниця:        |       | +7,93 % | +5,88 % | +6,25 % |

| Рік:            | 2023. | 2024.   |
| --------------- | ----- | ------- |
| Кількість осіб: | 456   | 459     |
| Різниця:        |       | +0,65 % |